# Carillion
Carillion plc fue una multinacional británica dedicada a la gestión de instalaciones y a la construcción con sede en Wolverhampton (Reino Unido). Era la segunda empresa constructora más grande del Reino Unido, cotizaba en la Bolsa de Londres y tenía unos 43000 empleados (de ellos, unos 20000 en el Reino Unido).
La empresa experimentó dificultades financieras en 2017 y entró en liquidación obligatoria el 15 de enero de 2018, el procedimiento más drástico de la legislación concursal del Reino Unido.
En el Reino Unido, la insolvencia ha causado cierres de proyectos, pérdidas de empleos y posibles pérdidas financieras a los 30000 proveedores de Carillion y 28500 pensionistas exempleados de la compañía. También ha suscitado preguntas sobre la conducta de los directores y auditores de la empresa, y sobre las relaciones del Gobierno del Reino Unido con los principales proveedores que trabajan en planes de iniciativa de financiación privada y otros servicios públicos privatizados. Los proyectos de iniciativa de financiación privada en Irlanda también se han suspendido, mientras que cuatro de los negocios canadienses de Carillion buscaron protección legal para su bancarrota.